# Hakan Arıkan
Hakan Arıkan (Karamürsel, 17 agosto 1982) è un ex calciatore turco, di ruolo portiere.

## Carriera

### Club
Ha giocato nella prima divisione turca.

### Nazionale
Nel 2007 ha subito 3 reti in 4 partite giocate con la nazionale turca.

## Palmarès

### Club

#### Competizioni nazionali
- Campionato turco: 1

Beşiktaş: 2008-2009
- Coppa di Turchia: 1

Beşiktaş: 2008-2009